# Ophélie-Cyrielle Étienne
Ophélie-Cyrielle Etienne (Wissembourg, 9 settembre 1990) è un'ex nuotatrice francese medaglia di bronzo nella staffetta 4x200 m stile libero alle Olimpiadi di Londra 2012.

## Carriera
Agli europei giovanili di nuoto 2006 colleziona le prime medaglie vinte, un argento (100 m sl) e due bronzi (200 m sl e 4x100 misti). Successivamente ai mondiali giovanili del 2006 vince tre ori e un argento. Partecipa all'Olimpiade di Pechino 2008 ottenendo il 7º posto alla finale dei 200 m stile libero e raggiungendo la finale delle staffette 4x100 m e 4x200 m stile libero. Ai campionati europei in vasca corta di Istanbul 2009 vince due medaglie di bronzo nei 400 m e 800 m stile libero. Ai XVI Giochi del Mediterraneo vince in totale tre argenti e un bronzo. Ai campionati europei del 2010 svoltisi a Budapest vince tre medaglie d'argento.
La prima medaglia olimpica arriva con la partecipazione a Londra 2012, con il bronzo conquistato dopo il terzo posto ottenuto nella staffetta 4x200 m stile libero.

## Palmarès
- Giochi olimpici

Londra 2012: bronzo nella 4x200m sl.
- Mondiali in vasca corta

Dubai 2010: bronzo nella 4x200m sl.
- Europei

Budapest 2010: argento nei 400m sl, negli 800m sl e nella 4x200m sl.
Debrecen 2012: bronzo nei 200m sl e nei 400m sl.
- Europei in vasca corta

Istanbul 2009: bronzo nei 400m sl e negli 800m sl.
- Giochi del Mediterraneo

Pescara 2009: argento nei 200m sl, nella 4x100m sl e nella 4x200m sl e bronzo negli 800m sl.
- Mondiali giovanili

Rio de Janeiro 2006: oro nei 200m sl, nella 4x100m sl e nella 4x200m sl e argento nei 200m dorso.
- Europei giovanili

Palma di Maiorca 2006: argento nei 100m sl, bronzo nei 200m sl e nella 4x100m misti.